# Skradinski buk
Vodopády Skradinski buk či Skradinské vodopády jsou nejdelší a nejnavštěvovanější vodopádová kaskáda na řece Krka v národním parku Krka a jedna z nejznámějších přírodních krás Chorvatska. Vodopády tvoří vápencové bariéry, ostrůvky a jezírka. Jsou přístupné celý rok díky stezkám a lávkám. Mají 17 stupňů o celkové výšce 45,7 m. Celkově jsou tyto vodopády přibližně 140 m široké a 800 m dlouhé.

## Naučná stezka
Stezkou kolem vodopádu Skradinski buk (1900 m) během jedné hodiny lehké chůze přes můstky nad vápencovými bariérami se návštěvníkům nabízí možnost podrobně se seznámit s flórou a faunou řeky Krky, zvláštnostmi životních symbióz vápencových bariér a vodních biotypů.

## Vodní elektrárna
Na Skradinském buku se nacházejí zbytky někdejší vodní elektrárny Krka, která se rozběhla již roku 1895, pouze dva dny po Teslově vodní elektrárně na Niagarských vodopádech. Díky stavitelům, starostovi Ante Šupukovi a inženýru Vjekoslavu Meischnerovi, Šibenik získal elektrickou energii dříve než mnohá evropská města.